# Iglesia de San José (Algueña)
La iglesia parroquial de San José en Algueña (Provincia de Alicante, España) data del año 1828, cuando el obispo de Orihuela, Felipe Herrero Valverde, decretó la creación de una vicaría rural en esta localidad, dependiente de la parroquia de Monóvar.
Construida sobre el solar en el que, hasta entonces, venía existiendo una ermita, es de estilo románico, ocupa una superficie de treinta y dos metros de fondo, por doce de ancho o frontera. 
Tiene una gran nave central y una capilla en uno de sus laterales. se trata de una iglesia caracterizada principalmente por sus dos torres gemelas, cuadradas, una de las cuales alberga un reloj, y la otra tres campanas. Originariamente sólo disponía de una torre (al levante) que fue construida al mismo tiempo que la Iglesia. Pero en 1930, fue construida la torre de poniente, bajo la dirección del cura párroco José García, con el mismo estilo que la de levante, construyendo además, la terraza que une ambas torres.